# Attaquant (football)
Pour les articles homonymes, voir Attaquant.
 (septembre 2017).
- Si vous ne connaissez pas le sujet, laissez ce bandeau (vous pouvez alors contacter les auteurs).
- Si vous supprimez le contenu mis en cause (vous pouvez préalablement contacter les auteurs),

argumentez précisément cette suppression dans la page de discussion
(un manque de référence n'est pas un argument ; une recherche réelle de référence doit avoir été effectuée, être formellement documentée).
 (février 2017).

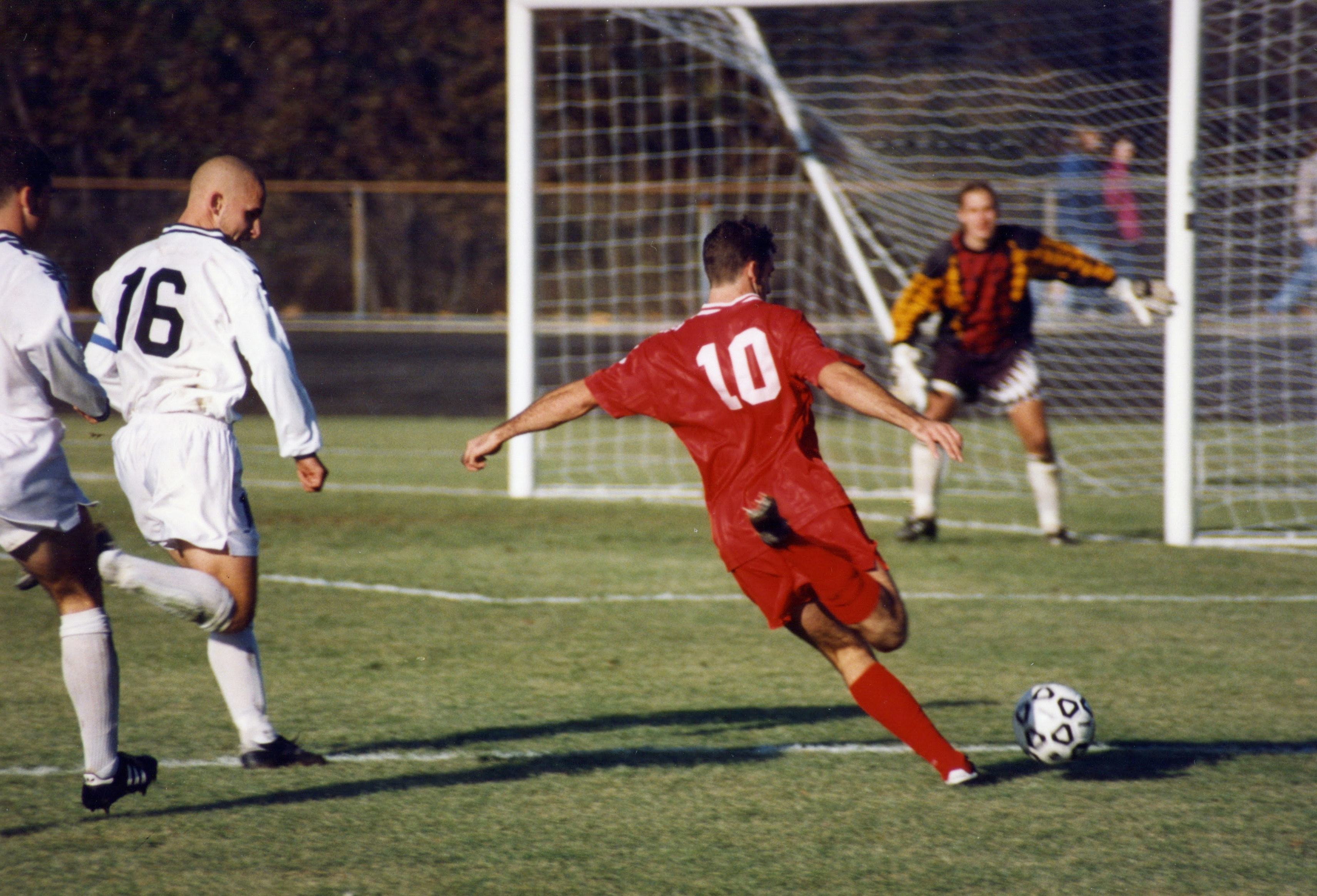
L'attaquant, en rouge, est en position de marquer un but.

L'attaquant (ou avant) dans la pratique du football est un joueur dont la tâche principale est de concrétiser le jeu offensif de son équipe. Ce rôle décisif en fait le poste le plus médiatisé dans ce sport.
L'attaquant est placé à proximité des buts adverses et a de fait plus de possibilités pour marquer des buts que ses coéquipiers plus défensifs. Pour autant le rôle des attaquants peut varier en fonction de leurs caractéristiques, de l'organisation tactique et du jeu de leur équipe. Il s'agit en effet d'une catégorie qui regroupe plusieurs postes et, en second lieu, plusieurs profils.

## Les différents postes d'attaquant

### Avant-centre
L'avant-centre (parfois appelé attaquant de pointe ou numéro 9) se positionne plutôt dans l'axe et a pour objectif premier de marquer des buts. Pour cette raison, l'avant-centre est parfois appelé « buteur » par abus de langage, alors que tous les joueurs sont susceptibles de marquer. Cette fonction est historiquement représentée par les joueurs arborant le numéro 9. Depuis les années 2000, l'avant-centre remplaçant en club préfère parfois porter le numéro 18, car la somme de 1 et 8 fait 9, plutôt qu'un numéro de remplaçant entre 12 et 15.
Il existe plusieurs profils d'avant-centres, souvent en relation avec leur physique, leurs capacités techniques et leur style de jeu ainsi que leur jeu de tête.
Certains sont des joueurs qui partent de loin, qui misent sur leur vitesse et leur conduite de balle pour transpercer la défense et inscrire un but. Ce profil de joueur profite souvent des balles qui lui sont données en profondeur et se révèle particulièrement redoutable face aux défenses placées très haut sur le terrain. En général, ils ont plus de difficultés à s'exprimer face aux défenses basses et regroupées. On peut citer comme exemples Ronaldo, Ruud Van Nistelrooy, Andriy Chevtchenko ou encore Sergio Agüero.
D'autres avant-centres passent la majorité de leur temps à rôder dans la surface de réparation, pour offrir des solutions à leurs milieux ou récupérer les ballons qui traînent. Ils font partie de cette catégorie d'attaquants nommés « renards des surfaces ». Ce type de joueur participe peu au jeu collectif de l'équipe et ne touche en général que très peu de ballons, se contentant surtout de son rôle de finisseur. Pour cela, il doit faire preuve d'un grand opportunisme et d'une grande efficacité devant les buts, les occasions étant rares. Les « renards des surfaces » misent surtout sur leur vivacité, leur rapidité gestuelle et leur capacité à se débarrasser du marquage adverse. Ce sont souvent des joueurs costauds capables de rivaliser physiquement avec les défenseurs, aussi bien sur les balles hautes que sur les balles au sol. Très dangereux dans les petits espaces et les défenses basses, ils ont plus de difficultés dans les défenses hautes car ce ne sont pas toujours des joueurs rapides ou ayant une bonne conduite de balle. Certains renards des surfaces, notamment en fin de carrière, peuvent parfois marquer moins de buts que les avant-centres rapides et techniques à l'échelle d'une saison mais ils sont les spécialistes pour marquer des buts décisifs dans les matches qui comptent le plus. Parmi les renards des surfaces les plus célèbres, les noms de Falcao, Trezeguet ou encore Filippo Inzaghi reviennent généralement. La saison 2006-2007 d'Inzaghi avec le Milan AC incarne à merveille le principe de renard des surfaces : remplaçant au profit d'Alberto Gilardino la majeure partie de la saison, il inscrit deux buts en finale de la Ligue des Champions, ce qui permet au Milan AC de remporter le trophée.
Il existe un autre type d’attaquant de pointe : le « pivot ». Ce rôle est souvent dévolu aux joueurs particulièrement physiques, ne bénéficiant pas d'atouts techniques importants, et de préférence de grande taille. Ils ont pour fonction de servir de point d'appui en attaque pour les milieux, soit grâce à leur jeu de tête, soit par leur capacité à garder le ballon entre les pieds. À la réception des centres et des passes, ils servent à écarter les ballons vers des joueurs mieux placés qu'eux et donc plus susceptibles de marquer. Jouant dos au but, ils ont souvent moins d'opportunités pour marquer, mais doivent faire preuve de certaines qualités physiques et techniques pour contrôler les ballons et servir leurs coéquipiers. Ils sont souvent très surveillés par les défenseurs notamment à cause de leur jeu de tête, et permettent ainsi d'offrir des espaces à leurs coéquipiers. Didier Drogba, Mario Gomez ou encore Olivier Giroud sont souvent nommés comme référence pour ce profil de joueur.
Idéalement, l'avant-centre est vif, opportuniste et bon en un-contre-un. S'il parvient à être altruiste quand c'est nécessaire, il s'agit d'un joueur très complet, pouvant devenir une arme dangereuse dans de nombreuses situations de jeu. Une certaine proportion d'échecs lui est pardonnée à la condition qu'il concrétise un nombre correct d'occasions.
Il existe cependant d'autres attaquants qui ne jouent pas spécifiquement en pointe. Ces derniers sont utilisés dans les formations comportant deux attaquants et plus. En effet, l'avant-centre étant généralement un joueur à tendance individualiste, associer deux joueurs évoluant à ce poste peut nuire au jeu collectif. Voici les joueurs historiques au poste d’attaquant : Cristiano Ronaldo, Lionel Messi, Kylian Mbappe, Eusébio, Neymar, Johan Cruyff, Michel Platini, etc.

### Attaquant de soutien
Au numéro 9 peut être associé un attaquant « de soutien » ou second attaquant, également appelé « neuf et demi », ou encore selon l'expression italienne consacrée « Trequartista ». Son rôle est d'aspirer les défenseurs pour démarquer l'avant-centre. C'est souvent un joueur très mobile, n'hésitant pas à s'excentrer, ou à revenir en arrière pour chercher les ballons. Il est en général bon dribbleur et plus passeur que buteur mais, du fait de son placement, doit tout de même savoir concrétiser les occasions. Il s'agit parfois d'un milieu offensif placé plus haut. Ce type de joueur est devenu très courant dans le football moderne car il permet de constituer une véritable alternative entre l'attaque et le milieu de terrain. On peut citer comme exemple João Félix.

### Ailier
Certains attaquants peuvent avoir une position désaxée sur le terrain, c'est par exemple le cas des ailiers dans les attaques à trois ou quatre joueurs. Leur rôle est alors de contourner par les côtés la défense adverse, afin d'adresser des centres devant le but aux attaquants axiaux. Ces derniers se chargent ensuite de concrétiser les passes et de les transformer en buts. Les meilleurs joueurs de l'Histoire ont souvent été placés dans cette position.
Un autre profil d'ailier est celui de l'« attaquant intérieur », à l'instar de Cristiano Ronaldo,,, ou encore Lionel Messi. Ces joueurs évoluent sur les côtés, mais leur objectif est généralement de repiquer dans l'axe afin de frapper dans le but. En effet, le couloir étant l'endroit sur le terrain où se trouvent le moins de joueurs, il est plus simple pour un attaquant d'éliminer un adversaire et de repiquer dans l'axe pour frapper au but. On ne peut pas pour autant parler d'un poste à part entière pour les attaquants intérieurs d'aujourd'hui, mais plutôt d'un type de joueur particulier, bien que jusque dans les années 1950, il existait un poste d’attaquant intérieur. Généralement appelé inter en français, et inside forward en anglais, il évoluait entre l'ailier et l'avant-centre dans les systèmes W-M et 2-3-5 pyramide.

## Différence entre poste et profil de joueur: de la vocation offensive

### La question du «faux 9»
Dans cette perspective, une des appellations les plus ambiguës est celle de « faux numéro 9 ». Très souvent confondue avec un poste réel, cette dénomination doit en fait être employée pour qualifier un attaquant (souvent un avant-centre, mais pas obligatoirement) qui descend au milieu de terrain pour y récupérer le ballon et créer. Il s'agit généralement d'un joueur très bon techniquement (passes, dribbles, contrôle de balle) dont le but n'est plus uniquement de marquer, mais de créer des occasions pour lui et ses coéquipiers. Pour cela, donc, il ne reste plus cantonné à son poste d'attaquant et sa zone, mais peut jouer entre les lignes, sur les côtés, participer au jeu au milieu (et ainsi créer le surnombre)... L'intérêt principal réside dans le fait que les défenseurs adverses sont en face d'un dilemme : soit ils laissent le joueur quitter leur zone, s'exposant ainsi à un dribble ou une frappe lointaine s'il revient, soit ils le suivent, quitte à laisser derrière lui de la place exploitable par les coéquipiers de l'attaquant. Les attaquants Dries Mertens, Karim Benzema, Wayne Rooney et Lionel Messi illustrent parfaitement la réussite de ce style de joueur dans le football moderne. Néanmoins, par extension, cette appellation est également employée dans le cadre d'un dispositif tactique particulier : celui d'une équipe évoluant sans attaquant de formation. Le terme de « faux 9 » sert alors à désigner le ou les milieux de terrain qui deviennent attaquants lors des phases offensives. Ce système de jeu a notamment été mis en place par le sélectionneur espagnol Vicente del Bosque lors de l'Euro 2012, faisant évoluer le milieu de terrain Cesc Fàbregas dans cette configuration particulière du faux 9 ; ou encore Pep Guardiola avec Manchester City lors de la saison 2020-2021.

### Sources principales
- Jean-Michel Larqué et Henri Cettour, Football: Ses règles, son langage, son organisation, 1988.  (ISBN 978-2851823588).
- (it) Fulvio Damele, Calcio da manuale, 1998.  (ISBN 978-8844006709).
- Claude Doucet, Football : perfectionnement tactique, 2005.  (ISBN 978-2851806765).
- Benoît Meyer, Football : le ballon rond dans tous les sens, 2012.  (ISBN 978-2745323965).